# Microregione di Patos
Patos è una microregione dello Stato di Paraíba in Brasile, appartenente alla mesoregione di Sertão Paraibano.

## Comuni
Comprende 9 comuni:
- Areia de Baraúnas
- Cacimba de Areia
- Mãe d'Água
- Passagem
- Patos
- Quixabá
- Santa Teresinha
- São José de Espinharas
- São José do Bonfim